# Армілка сан-томейська
Армілка сан-томейська (Crithagra concolor) — вид горобцеподібних птахів родини в'юркових (Fringillidae). Ендемік Сан-Томе і Принсіпі. Раніше цей вид відносили до монотипового роду Neospiza, однак за результатами молекулярно-генетичного дослідження він був переведений до роду Crithagra.

## Опис
Довжина птаха становить 18-20 см, вага 36-45 г. Забарвлення переважно іржасто-буре, голова, крила і хвіст дещо темніші, живіт дещо світліший. Дзьоб великий, міцний, сірувато-жовтий, біля основи темний. Лапи чорнувато-тілесного кольору, очі карі.

## Поширення і екологія
Сан-томейські армілки є ендеміками острова Сан-Томе, мешкають переважно на півдні і в центрі острова. Вони живуть в кронах вологих рівнинних і гірських тропічних лісів. Зустрічаються поодинці або парами. на висоті від 100 до 1400 м над рівнем моря. Живляться насінням.

## Збереження
МСОП класифікує цей вид як такий, що перебуває на межі зникнення. За оцінками дослідників, популяція сан-томейських армілок становить від 50 до 250 птахів. Їм загрожує знищення природного середовища. Сан-томейські були відомі за 3 зразками, зібранеми у XIX році, поки не були повторно відкриті у 1991 році.